# 玛丽亚二世国家剧院
玛丽亚二世国家剧院（葡萄牙語：Teatro Nacional D. Maria II）是葡萄牙首都里斯本的一座古老的剧院，位于市中心的罗西乌广场，是葡萄牙最负盛名的演出场地之一。
这座剧院位于罗西乌广场北侧，原先Estaus宫的旧址，建于1450年，作为来访的外国政要和贵族在里斯本的住宿地。16世纪成为宗教裁判所德驻地。这座宫殿在1755年里斯本大地震中得以幸存，却在1836年毁于大火。
由于浪漫主义诗人和剧作家阿尔梅达·加勒特的努力，决定以一座献给女王玛丽亚二世的剧院来代替昔日的宫殿。这座建筑兴建于1842年到1846年，新古典主义风格，设计者是意大利建筑师福尔图洛。
这座建筑是里斯本最具代表性的帕拉第奥式新古典主义建筑。立面的主要特征是一个六方棱柱的门廊，有6根爱奥尼柱式柱子（来自圣方济各修道院），和三角山花，装饰着阿波罗和缪斯浮雕。
三角墙顶部是文艺复兴剧作家，葡萄牙戏剧的创始人维森特（约1464-c. 1536）的雕像。讽刺的是，在16世纪后期，维森特的一些戏剧受到宗教裁判所的谴责。
剧院的室内装饰是许多19世纪葡萄牙艺术家的作品，但是大部分毁于1964年火灾。这座建筑经过彻底修复，到1978年重新开放。